# Ceshan
Ceshan (kinesiska: 册山街道, 册山) är en socken i Kina. Den ligger i provinsen Shandong, i den östra delen av landet, omkring 230 kilometer sydost om provinshuvudstaden Jinan. Antalet invånare är 55938. Befolkningen består av 27 462 kvinnor och 28 476 män. Barn under 15 år utgör 16,0 %, vuxna 15-64 år 73 %, och äldre över 65 år 9,0 %.
Genomsnittlig årsnederbörd är 1 023 millimeter. Den regnigaste månaden är juli, med i genomsnitt 314 mm nederbörd, och den torraste är januari, med 8 mm nederbörd.